# Communauté de communes du canton de Nouvion
La communauté de communes du canton de Nouvion est une ancienne communauté de communes française, située dans le département de la Somme, en région Hauts-de-France.
Cette structure a fusionné avec ses voisines pour former le1er janvier 2017, la communauté de communes Ponthieu-Marquenterre.

## Historique
L'intercommunalité, prenant la suite du SIVOM du canton de Nouvion, a été créée par un arrêté préfectoral du 26 décembre 1996.
Dans le cadre des dispositions de la loi portant nouvelle organisation territoriale de la République du 7 août 2015, qui prévoit que les établissements publics de coopération intercommunale (EPCI) à fiscalité propre doivent avoir un minimum de 15 000 habitants, la préfète de la Somme propose en octobre 2015 un projet de nouveau schéma départemental de coopération intercommunale (SDCI) qui prévoit la réduction de 28 à 16 du nombre des intercommunalités à fiscalité propre du Département. 
Ce projet prévoit la « fusion des communautés de communes Authie-Maye, de Nouvion et du Haut Clocher », le nouvel ensemble de 33 300 habitants regroupant 71 communes,, retrouvant ainsi les limites de l’ancien syndicat du Ponthieu-Marquenterre. 
À la suite de l'avis favorable des intercommunalités concernées,,,, et malgré les réticences de certaines communes, le préfet fusionne ces intercommunalités pour former, le 1er janvier 2017, la communauté de communes Ponthieu-Marquenterre.

## Toponymie
L'origine du nom de l'intercommunalité est l'ancien canton de Nouvion (supprimé en 2015), dont toutes ses communes faisaient partie.

## Territoire communautaire

### Composition
Cette communauté de communes était composée des communes suivantes :
1. Nouvion
2. Agenvillers
3. Buigny-Saint-Maclou
4. Canchy
5. Domvast
6. Forest-l'Abbaye
7. Forest-Montiers
8. Gapennes
9. Hautvillers-Ouville
10. Lamotte-Buleux
11. Le Titre
12. Millencourt-en-Ponthieu
13. Neuilly-l'Hôpital
14. Noyelles-sur-Mer
15. Ponthoile
16. Port-le-Grand
17. Sailly-Flibeaucourt

## Organisation

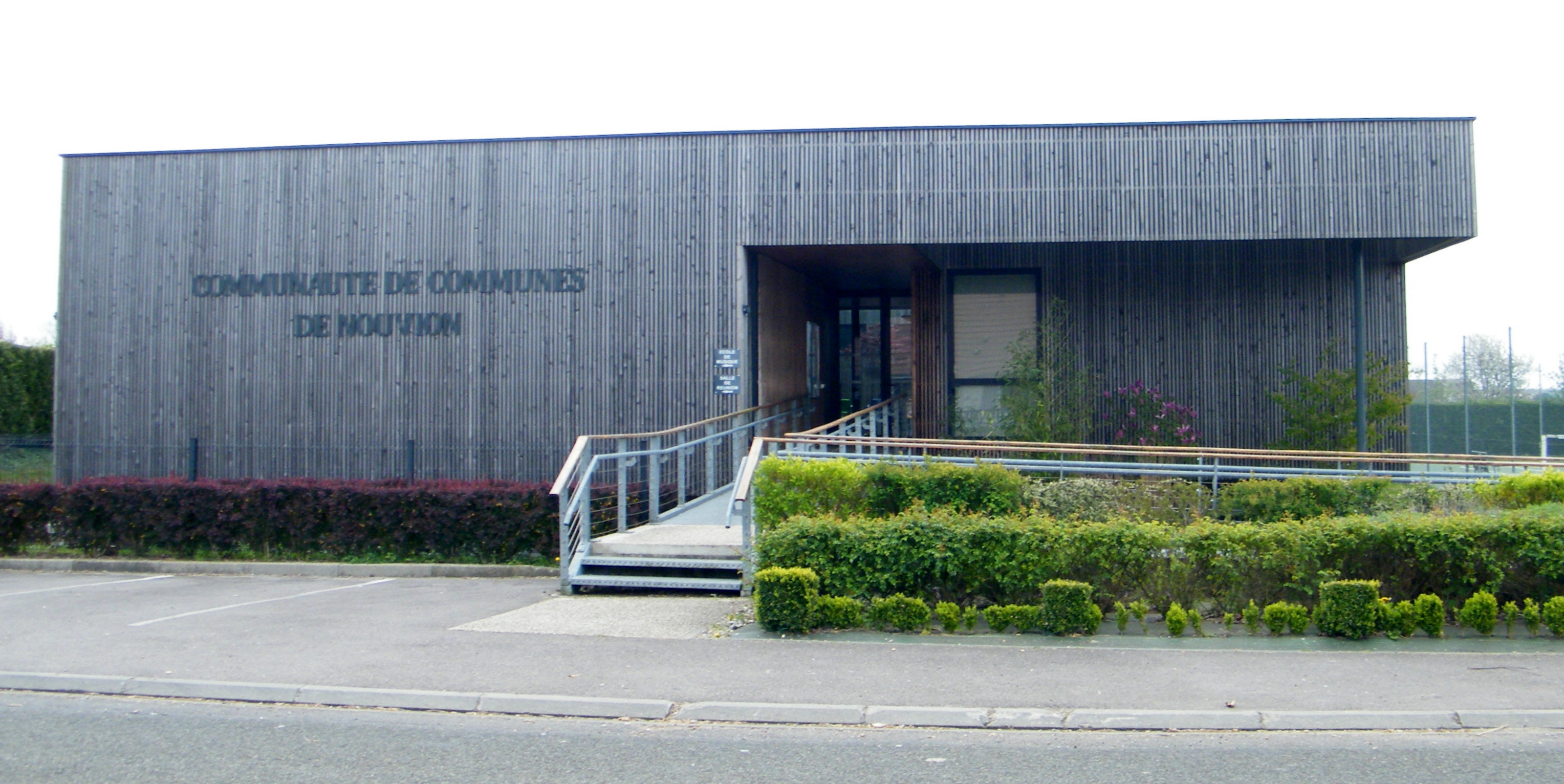
Communauté de communes du canton de Nouvion, siège.

### Siège
Le siège de l'intercommunalité était à Nouvion, 8 bis rue du Collège.

### Élus
La communauté de communes était administrée par son conseil communautaire, composé de 24 conseillers municipaux pour le mandat 2014-2020, désignés sensiblement en fonction de la population de chacune des communes membres.
Le conseil communautaire du 17 avril 2014 a réélu son président, Jean-Claude Buisine, député-maire d'Hautvillers-Ouville, et élu ses 3 vice-présidents, qui sont : 
1. Bruno Thibaut, conseiller municipal de Nouvion, délégué aux services à la personne ;
2. Paul Nester, maire de Sailly-Flibeaucourt, délégué à l’environnement ;
3. Jean-Jacques Jameas, maire de Port-le-Grand, délégué au patrimoine.

Le bureau communautaire pour la mandature 2014-2016 était constitué du président, des vice-présidents et de Nicole Petitpont, 
conseillère municipale de Nouvion, conseillère communautaire déléguée à la Culture.

### Liste des présidents
| Période                                  | Période | Identité            | Étiquette | Qualité |
| ---------------------------------------- | ------- | ------------------- | --------- | --- |
| Les données manquantes sont à compléter. |         |                     |           | |
| 1997                                     | 2008    | Philippe Beauvisage | UDF       | Agriculteur Maire de Buigny-Saint-Maclou (1977 → 2008) Conseiller général de Nouvion (1994 → 2008) |
| 2008                                     | 2016    | Jean-Claude Buisine | PS        | Fonctionnaire retraité Maire d'Hautvillers-Ouville (1995 → ) Député de la Somme (3e circ.) (2012 → ) Conseiller général de Nouvion (2008 → 2015) Président du SM Baie de Somme Grand Littoral Picard (2008 → 2015) |

### Compétences
L'intercommunalité exerçait les compétences qui lui avaient été transférées par les communes membres, dans les conditions fixées par le code général des collectivités territoriales.

### Régime fiscal et budget
La Communauté de communes était un établissement public de coopération intercommunale à fiscalité propre.
Afin d'assurer ses compétences, la communauté de communes percevait une fiscalité additionnelle aux impôts locaux perçus par les communes, avec fiscalité professionnelle de zone et sans fiscalité professionnelle sur les éoliennes.

## Réalisations
La communauté de communes était le propriétaire de l'ancien aérodrome d'Abbeville à Buigny-Saint-Maclou. Après de longues procédures pour rompre la concession qui la liait avec la Chambre de commerce et d’Industrie (CCI) littoral normand-picard, l'intercommunalité souhaite l'aménager en zone d'activité.